# Cattedrale di Santander
La cattedrale di Nostra Signora dell'Assunzione (in spagnolo: Catedral de Nuestra Señora de la Asunción) è il principale luogo di culto del comune di Santander, in Spagna, sede vescovile dell'omonima diocesi.

## Storia
La cattedrale attuale fu costruita in stile gotico a partire dall'inizio del XII secolo sul luogo dove già esisteva un monastero precedente. I lavori durarono fino al XIV secolo.

## Arte

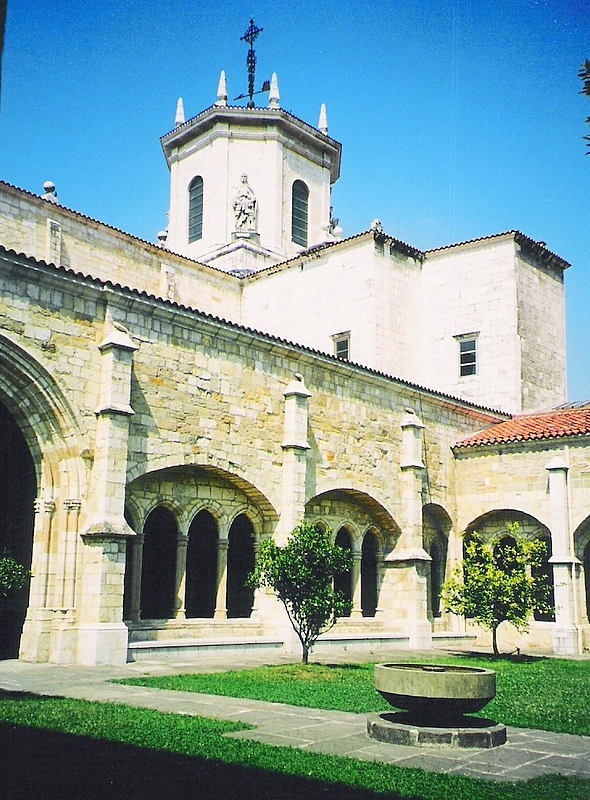
Chiostro

Il tempio ha due piani: la cattedrale bassa e quella alta. Al suo interno presenta numerose cappelle minori, distribuite lungo le due navate laterali. Accanto alla cattedrale si trova un chiostro gotico, che costituisce l'ultimo elemento costruito, verso la fine del XIV secolo.